# کاترین مکولی
کاترین مکولی (انگلیسی: Catharine Macaulay; ۲۳ مارس ۱۷۳۱ – ۲۲ ژوئن ۱۷۹۱) تاریخ‌نگار، پدیدآور اهل انگلستان بود که کتاب ۸ جلدی «تاریخ انگلستان» را به رشته تحریر درآورد.